# Арман-Луї де Віньєро дю Плессі-Рішельє
Арман-Луї де Він'єро дю Плессі-Рішельє (фр. Armand-Louis de Vignerot du Plessis d'Aiguillon; 9 жовтня 1683 — 4 лютого 1750) — літератор часів Французького королівства, герцог Егійон, пер Франції, член Французької академії наук.

## Життєпис
Походив зі шляхетного роду де Віньєро дю Плессі. Син Луї-Армана де Він'єро дю Плессі, маркіза Рішельє, та Марії Шарлотти де Ла Порт ла Мейєре (внучатої небоги кардинала Мазаріні). Народився 1683 року в Лондоні. Здобув гарну освіту, замолоду став захоплюватися літературою
1718 року пошлюбив представницю впливового гасконнського роду Круссоль деФлорензак. 1730 року після смерті батька успадкував титул маркіза. Успішно завершив судову тягонину щодо спадковостві герцогства Егійон і графства Аженуа. Рішення Паризького парламенту 1731 року став герцогом Егійон 9як нова креація титулу) та пером Франції.
Вів спокійне розмірене життя, активно брав участь в літературному салоні Луїзи Єлизавети де Бурбон-Конде. За свою літературну діяльність увійшов до Французької академії наук. Помер 1750 року.

## Творчість
Брав участь у складанні «Продовження нової Кіропедії, або Роздуми про Кіра про його подорожі» (1728 рік); віршів пустотливого та еротичного змісту «Збірник вибраних творів, зібраний Космополітом» (1735 рік).

## Родина
Дружина — Анна-Шарлотта, донька маркіза Людовика де Круссоль деФлорензак, табірного маршала
Діти:
- Еманюель-Арман (1720—1788), 2-й герцог Егійон